# فوريت
فوريت (باللاتينية: Phorate) هو مبيد حشري فوسفاتي عضوي ومبيد للقراد.

## نظرة عامة
في الظروف العادية، هو سائل محمول أصفر شاحب قابل للذوبان بشكل ضعيف في الماء ولكنه قابل للذوبان بسهولة في المذيبات العضوية. وهو مستقر نسبياً والتحلل المائي فقط في ظروف حمضية أو قاعدية. وهو شديد السمية للكائنات المستهدفة ولثدييات بما في ذلك الإنسان. يثبط أستيل كولين إستراز وكولين استراز كاذب.

## السمية
يتم امتصاص الفوريت بسهولة من خلال جميع الطرق. لها سمية عالية. الجرعة المميتة عن طريق الفم للجرذان هي 1.1 – 3.2 ملغم/كغم، والفئران 3.5 – 6.5 ملغم/كغم (التقنية phorate).عُثر على قيم مماثلة للطيور.